# ليمبيرغ غوتيريز جونيور
ليمبيرغ غوتيريز جونيور (بالإسبانية: Limberg Gutiérrez Jr.) هو لاعب كرة قدم بوليفي في مركز الوسط، ولد في 18 يونيو 1998 في سانتا كروز دي لا سييرا في بوليفيا. لعب مع نادي بوليفار.

## وصلات خارجية
- ليمبيرغ غوتيريز جونيور على موقع قاعدة بيانات كرة القدم.إي يو (الإنجليزية)
- ليمبيرغ غوتيريز جونيور على موقع Soccerway.com (الإنجليزية)